# Coppa panamericana femminile di pallavolo 2018
La Coppa panamericana femminile di pallavolo 2018 si è svolta dall'8 al 14 luglio 2018 a Santo Domingo, nella Repubblica Dominicana: al torneo hanno partecipato dodici squadre nazionali tra nordamericane e sudamericane e la vittoria finale è andata per la sesta volta, la seconda consecutiva, agli Stati Uniti.

## Impianti
|                                                                            |  |  |
|                                                                            |  |  |
| Ricardo Arias Pavilion Città: Santo Domingo Capienza: - Anno d'apertura: - |  |  |

## Regolamento

### Formula
Le dodici squadre hanno disputato una prima fase a gironi con formula del girone all'italiana; al termine della prima fase:
- Le prime due classificate di ogni girone hanno acceduto alla fase finale per il primo posto, strutturata in quarti di finale, a cui hanno partecipato solo la peggiore prima classificata e le seconde classificate, semifinali, finale per il terzo posto e finale.
- Le terze classificate, la migliore quarta classificata e le due eliminate ai quarti di finale della fase finale per il primo posto hanno acceduto alla fase finale per il quinto posto, strutturata in quarti di finale, a cui hanno partecipato solo le terze classificate e la migliore quarta classificata, semifinali, finale per il settimo posto e finale per il quinto posto.
- Le due peggiori quarte classificate e le due eliminate ai quarti di finale della fase finale per il quinti posto hanno acceduto alla fase finale per il nono posto, strutturata in semifinali, finale per l'undicesimo posto e finale per il nono posto.

### Criteri di classifica
Se il risultato finale è stato di 3-0 sono stati assegnati 5 punti alla squadra vincente e 0 a quella sconfitta, se il risultato finale è stato di 3-1 sono stati assegnati 4 punti alla squadra vincente e 1 a quella sconfitta, se il risultato finale è stato di 3-2 sono stati assegnati 3 punti alla squadra vincente e 2 a quella sconfitta.
L'ordine del posizionamento in classifica è stato definito in base a:
- Numero di partite vinte;
- Punti;
- Ratio dei punti realizzati/subiti;
- Ratio dei set vinti/persi;
- Risultati degli scontri diretti;
- Classifica avulsa.

## Squadre partecipanti
| Squadra           | Qualificazione         | Ultima partecipazione      |
| ----------------- | ---------------------- | -------------------------- |
| Argentina         | ? nel ranking CSV      | Perù 2017                  |
| Brasile           | ? nel ranking CSV      | Perù 2015                  |
| Canada            | 4ª nel ranking NORCECA | Perù 2017                  |
| Colombia          | ? nel ranking CSV      | Perù 2017                  |
| Costa Rica        | 8ª nel ranking NORCECA | Repubblica Dominicana 2016 |
| Cuba              | 4ª nel ranking NORCECA | Perù 2017                  |
| Messico           | 6ª nel ranking NORCECA | Perù 2017                  |
| Perù              | ? nel ranking CSV      | Perù 2017                  |
| Porto Rico        | 3ª nel ranking NORCECA | Perù 2017                  |
| Rep. Dominicana   | Paese organizzatore    | Perù 2017                  |
| Stati Uniti       | 1ª nel ranking NORCECA | Perù 2017                  |
| Trinidad e Tobago | 7ª nel ranking NORCECA | Perù 2017                  |

## Torneo

### Fase a gironi
| Girone A        | Girone B          | Girone C  |
| --------------- | ----------------- | --------- |
| Canada          | Cuba              | Argentina |
| Costa Rica      | Porto Rico        | Brasile   |
| Rep. Dominicana | Trinidad e Tobago | Colombia  |
| Perù            | Stati Uniti       | Messico   |

#### Girone A

##### Risultati
| 8 luglio 2018 Ricardo Arias Pavilion, Santo Domingo Durata: 0h:56 - Spettatori: 100    | Canada          | 3 - 0 | Perù       | 25-21, 25-12, 25-17 |
| 8 luglio 2018 Ricardo Arias Pavilion, Santo Domingo Durata: 1h:07 - Spettatori: 1 200  | Rep. Dominicana | 3 - 0 | Costa Rica | 25-14, 25-10, 25-16 |
| 9 luglio 2018 Ricardo Arias Pavilion, Santo Domingo Durata: 0h:56 - Spettatori: 100    | Costa Rica      | 0 - 3 | Canada     | 10-25, 10-25, 7-25  |
| 9 luglio 2018 Ricardo Arias Pavilion, Santo Domingo Durata: 1h:15 - Spettatori: 500    | Rep. Dominicana | 3 - 0 | Perù       | 25-16, 25-15, 25-16 |
| 10 luglio 2018 Ricardo Arias Pavilion, Santo Domingo Durata: 1h:17 - Spettatori: 1 500 | Rep. Dominicana | 0 - 3 | Canada     | 23-25, 14-25, 20-25 |
| 10 luglio 2018 Ricardo Arias Pavilion, Santo Domingo Durata: 1h:13 - Spettatori: 500   | Perù            | 3 - 0 | Costa Rica | 25-22, 25-18, 25-15 |

##### Classifica
| Pos | Squadra         | Pt | G | V | P | SV | SP | Ratio | PF  | PS  | Ratio |
| --- | --------------- | -- | - | - | - | -- | -- | ----- | --- | --- | ----- |
| 1.  | Canada          | 15 | 3 | 3 | 0 | 9  | 0  | MAX   | 225 | 134 | 1.679 |
| 2.  | Rep. Dominicana | 10 | 3 | 2 | 1 | 6  | 3  | 2.000 | 207 | 162 | 1.278 |
| 3.  | Perù            | 5  | 3 | 1 | 2 | 3  | 6  | 0.500 | 172 | 205 | 0.839 |
| 4.  | Costa Rica      | 0  | 3 | 0 | 3 | 0  | 9  | 0.000 | 122 | 225 | 0.542 |

#### Girone B

##### Risultati
| 8 luglio 2018 Ricardo Arias Pavilion, Santo Domingo Durata: 1h:46 - Spettatori: 250   | Trinidad e Tobago | 1 - 3 | Stati Uniti       | 25-21, 15-25, 22-25, 15-25        |
| 8 luglio 2018 Ricardo Arias Pavilion, Santo Domingo Durata: 1h:16 - Spettatori: 450   | Porto Rico        | 3 - 0 | Cuba              | 25-13, 25-22, 25-23               |
| 9 luglio 2018 Ricardo Arias Pavilion, Santo Domingo Durata: 2h:18 - Spettatori: 300   | Trinidad e Tobago | 2 - 3 | Porto Rico        | 28-30, 20-25, 25-21, 28-26, 8-15  |
| 9 luglio 2018 Ricardo Arias Pavilion, Santo Domingo Durata: 2h:11 - Spettatori: 1 000 | Cuba              | 3 - 2 | Stati Uniti       | 18-25, 25-22, 25-23, 13-25, 15-13 |
| 10 luglio 2018 Ricardo Arias Pavilion, Santo Domingo Durata: 2h:01 - Spettatori: 100  | Cuba              | 3 - 0 | Trinidad e Tobago | 25-15, 30-28, 25-19               |
| 10 luglio 2018 Ricardo Arias Pavilion, Santo Domingo Durata: 1h:22 - Spettatori: 600  | Stati Uniti       | 3 - 0 | Porto Rico        | 25-22, 25-21, 25-14               |

##### Classifica
| Pos | Squadra           | Pt | G | V | P | SV | SP | Ratio | PF  | PS  | Ratio |
| --- | ----------------- | -- | - | - | - | -- | -- | ----- | --- | --- | ----- |
| 1.  | Stati Uniti       | 11 | 3 | 2 | 1 | 8  | 4  | 2.000 | 279 | 230 | 1.213 |
| 2.  | Porto Rico        | 8  | 3 | 2 | 1 | 6  | 5  | 1.200 | 249 | 242 | 1.029 |
| 3.  | Cuba              | 8  | 3 | 2 | 1 | 6  | 5  | 1.200 | 234 | 245 | 0.955 |
| 4.  | Trinidad e Tobago | 3  | 3 | 0 | 3 | 3  | 9  | 0.333 | 248 | 293 | 0.846 |

#### Girone C

##### Risultati
| 8 luglio 2018 Ricardo Arias Pavilion, Santo Domingo Durata: 1h:16 - Spettatori: 250  | Brasile   | 3 - 0 | Messico   | 25-21, 25-19, 25-17               |
| 8 luglio 2018 Ricardo Arias Pavilion, Santo Domingo Durata: 2h:06 - Spettatori: 400  | Argentina | 2 - 3 | Colombia  | 16-25, 16-25, 25-22, 25-18, 15-17 |
| 9 luglio 2018 Ricardo Arias Pavilion, Santo Domingo Durata: 2h:19 - Spettatori: 500  | Colombia  | 2 - 3 | Brasile   | 25-18, 26-24, 16-25, 23-25, 13-15 |
| 9 luglio 2018 Ricardo Arias Pavilion, Santo Domingo Durata: 1h:20 - Spettatori: 500  | Messico   | 3 - 0 | Argentina | 25-20, 25-15, 25-20               |
| 10 luglio 2018 Ricardo Arias Pavilion, Santo Domingo Durata: 1h:28 - Spettatori: 500 | Colombia  | 3 - 0 | Messico   | 25-15, 25-22, 25-12               |
| 10 luglio 2018 Ricardo Arias Pavilion, Santo Domingo Durata: 1h:53 - Spettatori: 600 | Brasile   | 3 - 2 | Argentina | 20-25, 25-20, 25-15, 19-25, 15-6  |

##### Classifica
| Pos | Squadra   | Pt | G | V | P | SV | SP | Ratio | PF  | PS  | Ratio |
| --- | --------- | -- | - | - | - | -- | -- | ----- | --- | --- | ----- |
| 1.  | Brasile   | 11 | 3 | 3 | 0 | 9  | 4  | 2.250 | 286 | 251 | 1.139 |
| 2.  | Colombia  | 10 | 3 | 2 | 1 | 8  | 5  | 1.600 | 285 | 253 | 1.126 |
| 3.  | Messico   | 5  | 3 | 1 | 2 | 3  | 6  | 0.500 | 181 | 205 | 0.883 |
| 4.  | Argentina | 4  | 3 | 0 | 3 | 4  | 9  | 0.444 | 243 | 286 | 0.850 |

### Finali 1º e 3º posto
|  | Quarti | Quarti          | Quarti |  |  | Semifinali | Semifinali      | Semifinali |  |                 | Finale          | Finale          | Finale |
|  |        |                 |        |  |  |            |                 |            |  |                 |                 |                 |        |
|  |        |                 |        |  |  | 1C         | Brasile         | 0          |  |                 |                 |                 |        |
|  |        |                 |        |  |  | 1C         | Brasile         | 0          |  |                 |                 |                 |        |
|  |        |                 |        |  |  | 2A         | Rep. Dominicana | 3          |  |                 |                 |                 |        |
|  | 2A     | Rep. Dominicana | 3      |  |  | 2A         | Rep. Dominicana | 3          |  |                 |                 |                 |        |
|  | 2A     | Rep. Dominicana | 3      |  |  |            |                 |            |  |                 |                 |                 |        |
|  | 2B     | Porto Rico      | 2      |  |  |            |                 |            |  |                 |                 |                 |        |
|  | 2B     | Porto Rico      | 2      |  |  |            |                 |            |  | 2A              | Rep. Dominicana | 2               |        |
|  |        |                 |        |  |  |            |                 |            |  | 2A              | Rep. Dominicana | 2               |        |
|  |        |                 |        |  |  |            |                 |            |  |                 | 1B              | Stati Uniti     | 3      |
|  |        |                 |        |  |  |            |                 |            |  |                 | 1B              | Stati Uniti     | 3      |
|  |        |                 |        |  |  |            |                 |            |  |                 |                 |                 |        |
|  |        |                 |        |  |  |            |                 |            |  |                 |                 |                 |        |
|  |        |                 |        |  |  | 1A         | Canada          | 1          |  | Finale 3° posto | Finale 3° posto | Finale 3° posto |        |
|  |        |                 |        |  |  | 1A         | Canada          | 1          |  |                 |                 |                 |        |
|  |        |                 |        |  |  | 1B         | Stati Uniti     | 3          |  |                 | 1C              | Brasile         | 0      |
|  | 1B     | Stati Uniti     | 3      |  |  |            | Stati Uniti     | 3          |  |                 | 1C              | Brasile         | 0      |
|  | 1B     | Stati Uniti     | 3      |  |  |            |                 |            |  | 1A              | Canada          | 3               |        |
|  | 2C     | Colombia        | 0      |  |  |            |                 |            |  |                 | Canada          | 3               |        |
|  | 2C     | Colombia        | 0      |  |  |            |                 |            |  |                 |                 |                 |        |

#### Quarti di finale
| 11 luglio 2018 Ricardo Arias Pavilion, Santo Domingo Durata: 1h:09 - Spettatori: 1 200 | Stati Uniti     | 3 - 0 | Colombia   | 25-12, 25-17, 25-17               |
| 11 luglio 2018 Ricardo Arias Pavilion, Santo Domingo Durata: 2h:15 - Spettatori: 3 500 | Rep. Dominicana | 3 - 2 | Porto Rico | 25-21, 18-25, 21-25, 25-22, 15-10 |

#### Semifinali
| 13 luglio 2018 Ricardo Arias Pavilion, Santo Domingo Durata: 1h:51 - Spettatori: 3 000 | Canada  | 1 - 3 | Stati Uniti     | 18-25, 25-23, 23-25, 19-25 |
| 13 luglio 2018 Ricardo Arias Pavilion, Santo Domingo Durata: 1h:20 - Spettatori: 4 000 | Brasile | 0 - 3 | Rep. Dominicana | 16-25, 12-25, 23-25        |

#### Finale 3º posto
| 14 luglio 2018 Ricardo Arias Pavilion, Santo Domingo Durata: 1h:23 - Spettatori: 6 000 | Brasile | 0 - 3 | Canada | 19-25, 20-25, 21-25 |

#### Finale
| 14 luglio 2018 Ricardo Arias Pavilion, Santo Domingo Durata: 2h:13 - Spettatori: 6 500 | Rep. Dominicana | 2 - 3 | Stati Uniti | 26-24, 25-21, 21-25, 19-25, 8-15 |

### Finali 5º e 7º posto
|  | Quarti di finale | Quarti di finale | Quarti di finale |  |  | Semifinali | Semifinali | Semifinali |  |  | Finale 5º posto | Finale 5º posto | Finale 5º posto |
|  |                  |                  |                  |  |  |            |            |            |  |  |                 |                 |                 |
|  |                  |                  |                  |  |  | 3B         | Cuba       | 0          |  |  |                 |                 |                 |
|  | 3B               | Cuba             | 3                |  |  | 2C         | Colombia   | 3          |  |  |                 |                 |                 |
|  | 4C               | Argentina        | 2                |  |  |            |            |            |  |  | 2C              | Colombia        | 3               |
|  |                  |                  |                  |  |  |            |            |            |  |  | 2B              | Porto Rico      | 2               |
|  |                  |                  |                  |  |  | 3A         | Perù       | 0          |  |  |                 |                 |                 |
|  | 3C               | Messico          | 1                |  |  | 2B         | Porto Rico | 3          |  |  | Finale 7º posto | Finale 7º posto | Finale 7º posto |
|  | 3A               | Perù             | 3                |  |  |            |            |            |  |  | 3B              | Cuba            | 3               |
|  |                  |                  |                  |  |  |            |            |            |  |  | 3A              | Perù            | 1               |

#### Quarti di finale
| 11 luglio 2018 Ricardo Arias Pavilion, Santo Domingo Durata: 1h:49 - Spettatori: 50  | Cuba    | 3 - 2 | Argentina | 25-18, 21-25, 14-25, 25-23, 15-8 |
| 11 luglio 2018 Ricardo Arias Pavilion, Santo Domingo Durata: 2h:20 - Spettatori: 450 | Messico | 1 - 3 | Perù      | 25-16, 22-25, 29-31, 32-34       |

#### Semifinali
| 12 luglio 2018 Ricardo Arias Pavilion, Santo Domingo Durata: 1h:17 - Spettatori: 300 | Cuba | 0 - 3 | Colombia   | 20-25, 21-25, 17-25 |
| 12 luglio 2018 Ricardo Arias Pavilion, Santo Domingo Durata: 1h:20 - Spettatori: 500 | Perù | 0 - 3 | Porto Rico | 20-25, 16-25, 20-25 |

#### Finale 7º posto
| 14 luglio 2018 Ricardo Arias Pavilion, Santo Domingo Durata: 2h:04 - Spettatori: 200 | Cuba | 3 - 1 | Perù | 25-23, 38-40, 25-11, 25-22 |

#### Finale 5º posto
| 14 luglio 2018 Ricardo Arias Pavilion, Santo Domingo Durata: 2h:12 - Spettatori: 1 500 | Colombia | 3 - 2 | Porto Rico | 25-15, 22-25, 21-25, 25-21, 15-12 |

### Finali 9º e 11º posto
|  | Semifinali        | Semifinali        | Semifinali |         |           | Finale 9º posto   | Finale 9º posto   | Finale 9º posto  |  |
|  |                   |                   |            |         |           |                   |                   |                  |  |
|  | Costa Rica        | Costa Rica        | 0          |         |           |                   |                   |                  |  |
|  | Costa Rica        | Costa Rica        | 0          |         |           |                   |                   |                  |  |
|  | Argentina         | Argentina         | 3          |         |           |                   |                   |                  |  |
|  | Argentina         | Argentina         | 3          |         | Argentina | Argentina         | 3                 |                  |  |
|  |                   |                   |            |         | Argentina | Argentina         | 3                 |                  |  |
|  |                   |                   | Messico    | Messico | 1         |                   |                   |                  |  |
|  | Trinidad e Tobago | Trinidad e Tobago | Messico    | Messico | 1         | 1                 |                   |                  |  |
|  | Trinidad e Tobago | Trinidad e Tobago |            |         |           | 1                 |                   |                  |  |
|  | Messico           | Messico           | 3          |         |           | Finale 11º posto  | Finale 11º posto  | Finale 11º posto |  |
|  | Messico           | Messico           | 3          |         |           |                   |                   |                  |  |
|  |                   |                   |            |         |           |                   |                   |                  |  |
|  |                   |                   |            |         |           | Costa Rica        | Costa Rica        | 0                |  |
|  |                   |                   |            |         |           | Costa Rica        | Costa Rica        | 0                |  |
|  |                   |                   |            |         |           | Trinidad e Tobago | Trinidad e Tobago | 3                |  |

#### Semifinali
| 12 luglio 2018 Ricardo Arias Pavilion, Santo Domingo Durata: 1h:00 - Spettatori: 500 | Costa Rica        | 0 - 3 | Argentina | 16-25, 13-25, 12-25        |
| 12 luglio 2018 Ricardo Arias Pavilion, Santo Domingo Durata: 1h:38 - Spettatori: 300 | Trinidad e Tobago | 1 - 3 | Messico   | 15-25, 15-25, 25-19, 17-25 |

#### Finale 11º posto
| 13 luglio 2018 Ricardo Arias Pavilion, Santo Domingo Durata: 1h:21 - Spettatori: 200 | Costa Rica | 0 - 3 | Trinidad e Tobago | 24-26, 18-25, 16-25 |

#### Finale 9º posto
| 13 luglio 2018 Ricardo Arias Pavilion, Santo Domingo Durata: 1h:44 - Spettatori: 500 | Argentina | 3 - 1 | Messico | 23-25, 25-22, 25-22, 25-19 |

## Classifica finale
| Pos     | Squadra           | Rosa |
| ------- | ----------------- | --- |
| Oro     | Stati Uniti       | Formazione: 1 Poulter, 4 Wong-Orantes, 7 Carlini, 8 Rivers, 10 Lee, 13 Wilhite, 14 Anae, 15 Washington, 18 Whitney, 20 Benson, 21 Tapp, 22 McCage, 24 Rolfzen, 25 Ogbogu, CT: Newman-Gonchar        |
| Argento | Rep. Dominicana   | Formazione: 1 Vargas, 4 Fersola, 5 Castillo, 6 Domínguez, 7 Marte, 8 Arias, 11 Rodríguez, 14 Rivera, 16 Peña, 17 Mambrú, 18 de la Cruz, 20 B. Martínez, 23 González, 25 L. Martínez, CT: Kwiek      |
| Bronzo  | Canada            | Formazione: 1 Niles, 2 Bailey, 5 Smith, 7 Beamish, 8 Ogoms, 9 Gray, 12 Cross, 15 Chase, 16 Joseph, 17 Moncks, 20 Perrin, 22 Cyr, 23 Maglio, 25 Van Ryk, CT: Abbondanza                              |
| 4       | Brasile           | Formazione: 1 Leão, 3 Lins, 4 C. da Silva, 5 M. da Silva, 6 de Menezes, 13 Jacintho, 14 Silva, 15 de Araújo, 16 B. da Silva, 18 Teixeira, 20 Tomé, 21 Brancher, 22 Cândido, 23 Claro, CT: Fernandes |
| 5       | Colombia          | Formazione: 2 Soto, 3 Segovia, 6 Carabalí, 9 Toro, 10 Peréz, 12 Montaño, 13 Gómez, 14 Velásquez, 15 Marín, 16 Rangel, 17 Sarmiento, 18 Martínez, 19 Coneo, 20 Pasos, CT: Rizola                     |
| 6       | Porto Rico        | Formazione: 1 Santana, 2 Venegas, 3 León, 4 R. Santos, 8 Nogueras, 9 Otero, 11 S. Victoriá, 12 Ortiz, 13 Ferrer, 14 Valentín, 17 N. Santos, 18 Hernández, 19 Jusino, 21 P. Victoriá, CT: Gaspar     |
| 7       | Cuba              | Formazione: 1 C. Hernández, 2 Gracia, 5 Y. Hernández, 6 Lescay, 8 Pérez, 10 Borrell, 11 Moreno, 12 Cesé, 14 Aguilera, 17 Medina, 18 Matienzo, 19 Suárez, 22 Sabin, CT: Robinson                     |
| 8       | Perù              | Formazione: 1 Aquino, 2 Mosquera, 3 Uribe, 4 Lobatón, 5 Palacios, 6 Montes, 7 Almeida, 10 La Rosa, 11 Yllescas, 13 Olemar, 15 Ortiz, 20 de la Peña, 21 Sánchez, CT: Aparicio                        |
| 9       | Argentina         | Formazione: 3 Nizetich, 5 Fresco, 6 Rodríguez, 9 Sagardía, 10 Tosi, 11 Lazcano, 12 Rizzo, 13 Granado, 14 Soria, 15 Fortuna, 16 Busquets, 20 Galiano, 21 Graff, 23 Michel Tosi, CT: Orduna           |
| 10      | Messico           | Formazione: 2 L. López, 3 Sanay, 4 Maldonado, 5 Rangel, 6 F. López, 11 Urías, 12 Bricio, 13 Moreno, 14 Ríos, 15 Valle, 16 Parra, 17 Flores, 19 Vela, 21 Guereca, CT: Torres                         |
| 11      | Trinidad e Tobago | Formazione: 2 Ross, 3 Thompson, 4 Billingy, 6 Jack, 7 Fletcher, 8 Ramdin, 10 Thomas, 11 Olton, 12 Forde, 15 Morain, 16 Esdelle, 21 Alexander, CT: Cruz                                              |
| 12      | Costa Rica        | Formazione: 2 Carazo, 3 Hernández, 4 Gamboa, 5 Espinoza, 7 Campos, 8 José Castro, 10 Madriz, 11 Rodríguez, 12 Porras, 14 Fonseca, 16 Hines, 21 González, CT: Salas                                  |

|  |  |  |  | Qualificate ai XVIII Giochi panamericani |

## Premi individuali
| Premio                 | Nome              | Squadra           |
| ---------------------- | ----------------- | ----------------- |
| MVP                    | Lauren Carlini    | Stati Uniti       |
| Miglior realizzatrice  | Krystle Esdelle   | Trinidad e Tobago |
| Miglior servizio       | Kiera Van Ryk     | Canada            |
| Miglior difesa         | Brenda Castillo   | Rep. Dominicana   |
| Miglior ricevitrice    | Brenda Castillo   | Rep. Dominicana   |
| Miglior palleggiatrice | Lauren Carlini    | Stati Uniti       |
| Miglior opposto        | Krystle Esdelle   | Trinidad e Tobago |
| Miglior schiacciatrice | Brayelin Martínez | Rep. Dominicana   |
| Miglior schiacciatrice | Elina Rodríguez   | Argentina         |
| Miglior centrale       | Chiaka Ogbogu     | Stati Uniti       |
| Miglior centrale       | Melissa Rangel    | Colombia          |
| Miglior libero         | Brenda Castillo   | Rep. Dominicana   |